# ベネヴェント県

ベネヴェント県
Provincia di Benevento

ベネヴェント県（ベネヴェントけん、イタリア語: Provincia di Benevento）は、イタリア共和国カンパニア州に属する県の一つ。県都はベネヴェント。

## 地理

### 位置・広がり
ベネヴェント県はカンパニア州の北部に位置し、北にモリーゼ州、東にプッリャ州と接する。県都ベネヴェントは、アヴェッリーノから北へ24km、カゼルタから東へ38km、カンポバッソから南南東へ49km、州都ナポリから北東へ53km、ローマから東南東へ209kmの距離にある。
隣接する県は以下の通り。
- カンポバッソ県 （モリーゼ州） - 北
- フォッジャ県 （プッリャ州） - 東
- アヴェッリーノ県 - 南
- ナポリ県 - 南西
- カゼルタ県 - 西

南のアヴェッリーノ県内に飛び地（パンナラーノ）がある。

### 主要な都市
2001年の国勢調査に基づく居住地区（Località abitata）別人口統計によれば、人口3000人以上の都市・集落は以下の通り。（　）な内は所属コムーネを示す。
- ベネヴェント - 50,816人
- モンテサルキオ - 10,255人
- サン・ジョルジョ・デル・サンニオ - 8,225人
- アイローラ - 6,637人
- サン・バルトロメーオ・イン・ガルド - 5,293人
- グアルディア・サンフラモンディ - 5,084人
- テレーゼ（テレーゼ・テルメ）-4,656人
- サンターガタ・デ・ゴーティ - 4,234人
- アーピチェ・ヌオーヴォ（アーピチェ） - 3,120人

- ベネヴェント
- モンテサルキオ
- アイローラ

## 行政区画

### コムーネ
ベネヴェント県には78のコムーネが属する。主要なコムーネ（人口5000人以上）は下表の通り。左端の数字はISTATコードを示す。人口は2015年1月1日現在。
右の地図中の番号は、コムーネのISTATコード下3桁を示す。下表に掲げた主要なコムーネのうち、地図中に名称を記さなかったものについては、番号を太字で示した。
| コード | 自治体名                         | 人口   |
| ------ | -------------------------------- | ------ |
| 062008 | ベネヴェント                     | 60,504 |
| 062043 | モンテサルキオ                   | 13,501 |
| 062070 | サンターガタ・デ・ゴーティ       | 11,202 |
| 062058 | サン・ジョルジョ・デル・サンニオ | 9,928  |
| 062001 | アイローラ                       | 8,146  |
| 062074 | テレーゼ・テルメ                 | 7,381  |
| 062003 | アーピチェ                       | 5,727  |
| 062037 | グアルディア・サンフラモンディ   | 5,118  |

## 観光
県には世界遺産として、以下がある。
- イタリアのロンゴバルド族:権勢の足跡 (568-774年) の一部
  - サンタ・ソフィアの建造物群 （ベネヴェント）

## スポーツ
県内には以下のプロサッカークラブが本拠地を置く。
- ベネヴェント・カルチョ（ベネヴェント）